# ФК НЕК Најмеген
НЕК Најмеген (хол. NEC Nijmegen), скраћено Енесе или само НЕК, холандски је фудбалски клуб из Најмегена основан 1900. године. Такмичи се у Ередивизији.

## Успеси
- Ерсте дивизија:
  - Победник: 1974/75, 2014/15.
- Куп Холандије:
  - Финалиста: 1972/73, 1982/83, 1993/94, 1999/00, 2023/24.